# Mentawai
Mentawai är ett halvnomadiskt folkslag som bor på Mentawaiöarna väster om Sumatra i Indonesien. De tillämpar en form av  schamanism där tatieringar är ett viktigt inslag.
Mentawai-folket har medverkat i SVT-serien Den stora resan.